# August Wilhelm af Preussen (1887-1949)
 Der er flere personer med dette navn, se August Wilhelm af Preussen.
Prins August Wilhelm af Preussen (August Wilhelm Heinrich Günther Viktor; kaldet Auwi) (29. januar 1887 – 25. marts 1949) var en tysk prins, der var den fjerdeældste søn af Tysklands sidste kejser, Wilhelm 2., og dennes hustru Augusta Viktoria af Slesvig-Holsten-Sønderborg-Augustenborg. 
Efter afskaffelsen af monarkierne i Tyskland ved Novemberrevolutionen i 1918, var Prins August Wilhelm aktiv i den paramilitære organisation Stahlhelm. Han meldte sig i senere ind i NSDAP og blev obergruppenführer i SA.

## Ægteskab og børn
Prins August Wilhelm giftede sig den 22. oktober 1908 på Berliner Stadtschloss med sin kusine prinsesse Alexandra Viktoria af Slesvig-Holsten-Sønderborg-Glücksborg. Parret blev skilt i marts 1920. I ægteskabet blev der født en søn:
- Prins Alexander Ferdinand (26. december 1912 – 12. juni 1985)